# Санта-Барбара (вулкан)
Санта-Барбара (порт. Santa Bárbara) — стратовулкан, що розташовується на острові Терсейра в архіпелазі Азорські острови, Португалія.
Є стратовулканом конічної форми, загальна площа якого 13 км². На вершині знаходиться кальдера діаметром 2 км. За іншими даними вулкан складається з двох кальдер, одна з яких виявляла діяльність більше 15 000 років тому. Висота 1243 метрів. Складається переважно з трахітів, базальтів. В основі кальдери трахітові екструзивні бані. На схилах є ігнімбрити та побічні конуси і тріщини, яких налічується більше десятка. Розташований в західній частині острова, частина вулканічних утворень знаходяться під водою. Є одним з найактивніших вулканів острова. Єдиний вулкан острова, який вивергався за сучасності. Найближчий діяльний геологічний об'єкт — хребет Серета — знаходиться на захід у підводній частині Атлантичного океану, який виявляв активність протягом кількох років кінця XX століття. Околиці Санта-Барбари покриті лісовим масивом і є заповідною зоною. Територія площею 4730,9 га включена до складу європейських охоронюваних природних зон Natura 2000 під кодовою назвою PTTER0017. На вершині вулкана іноді випадає сніг.

## Світлини

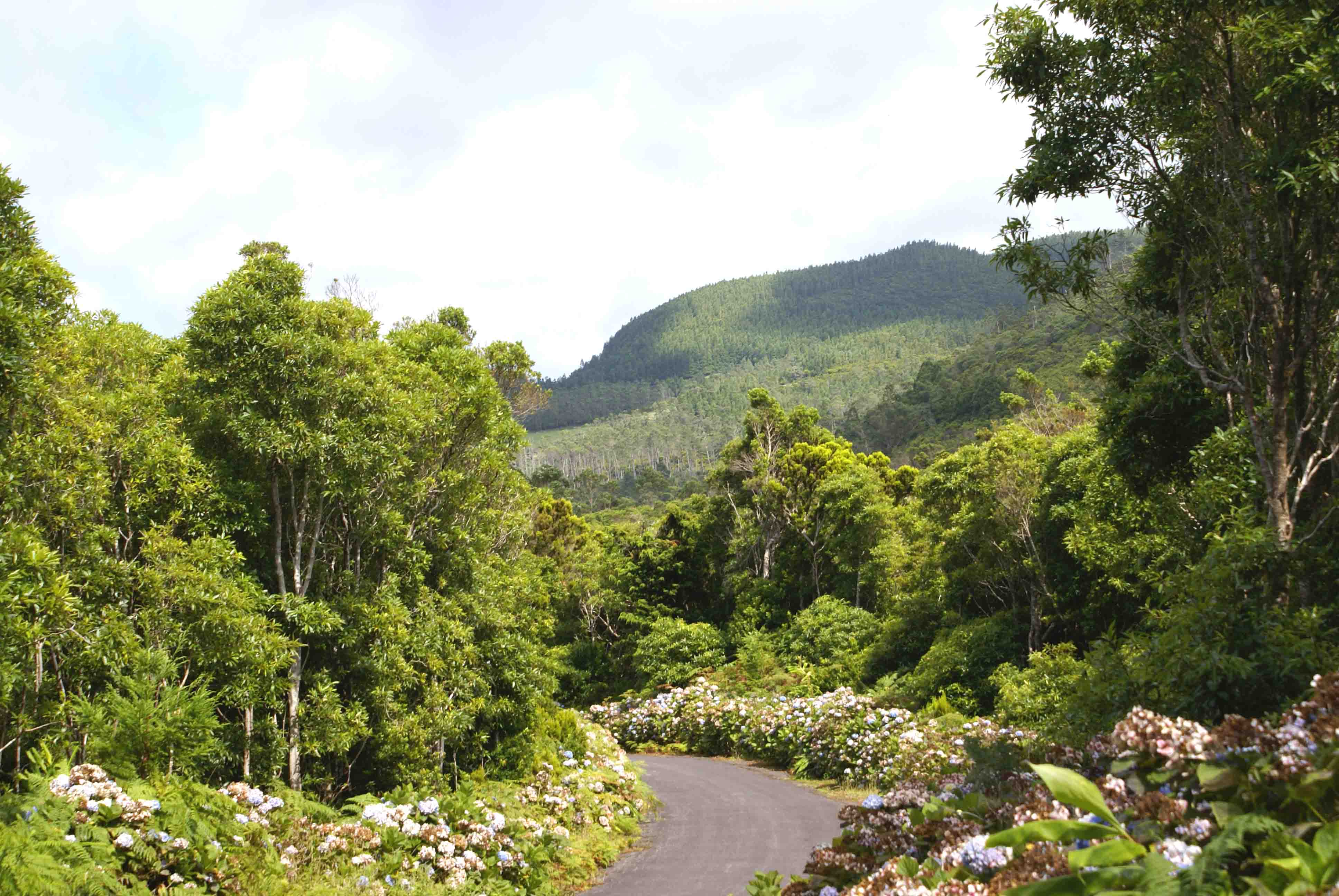
Контрфорс вулкану Санта-Барбара
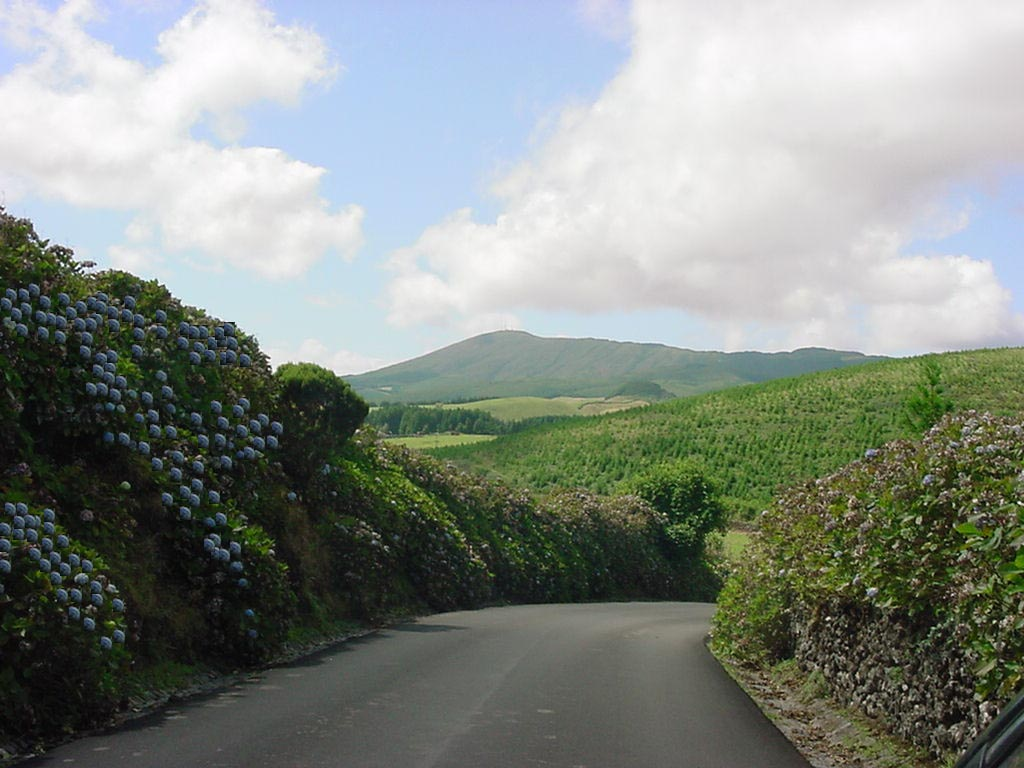
Дорога у Терсейру, Санта-Барбара на задньому тлі
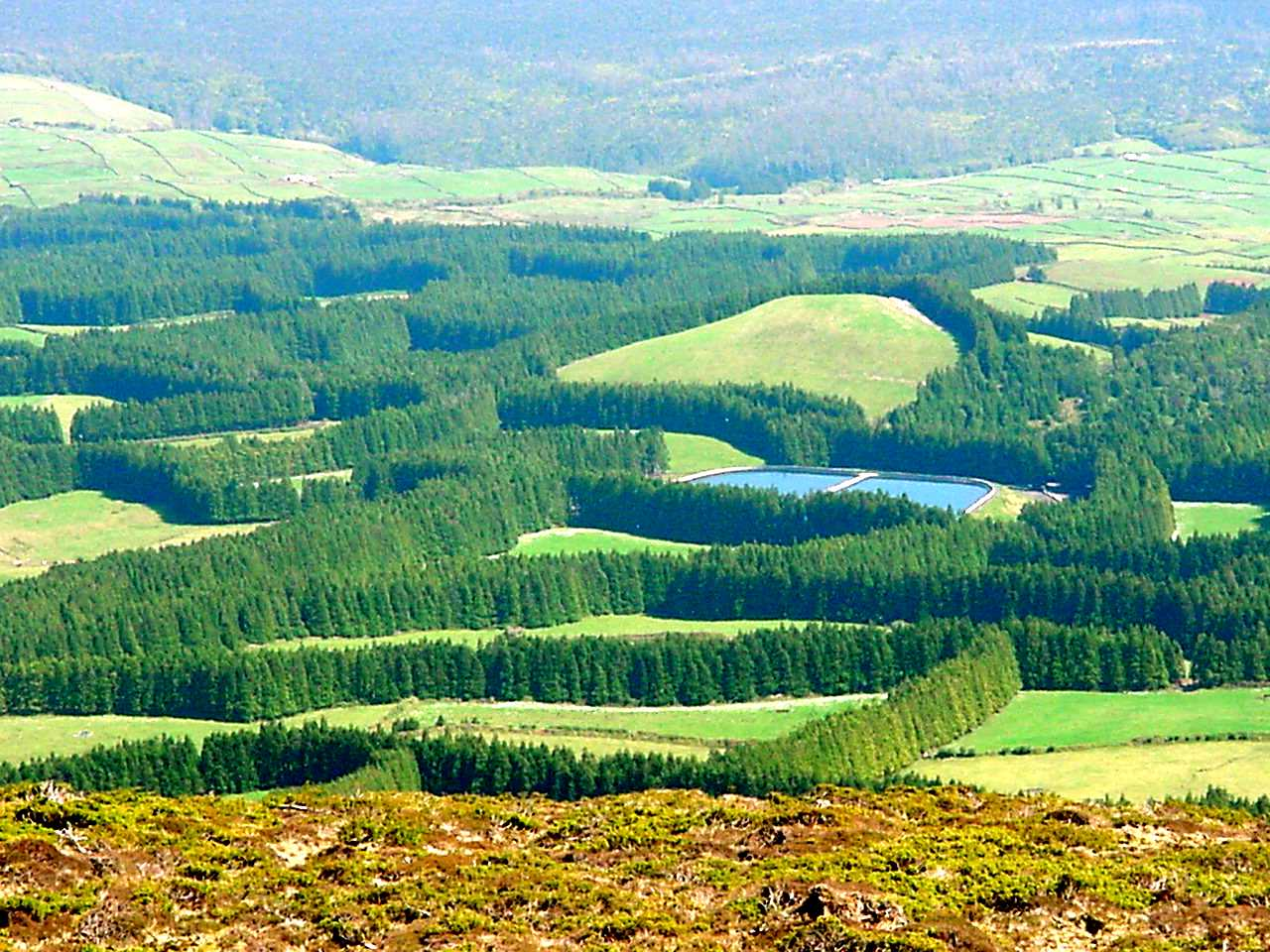
Краєвид з вершини вулкану
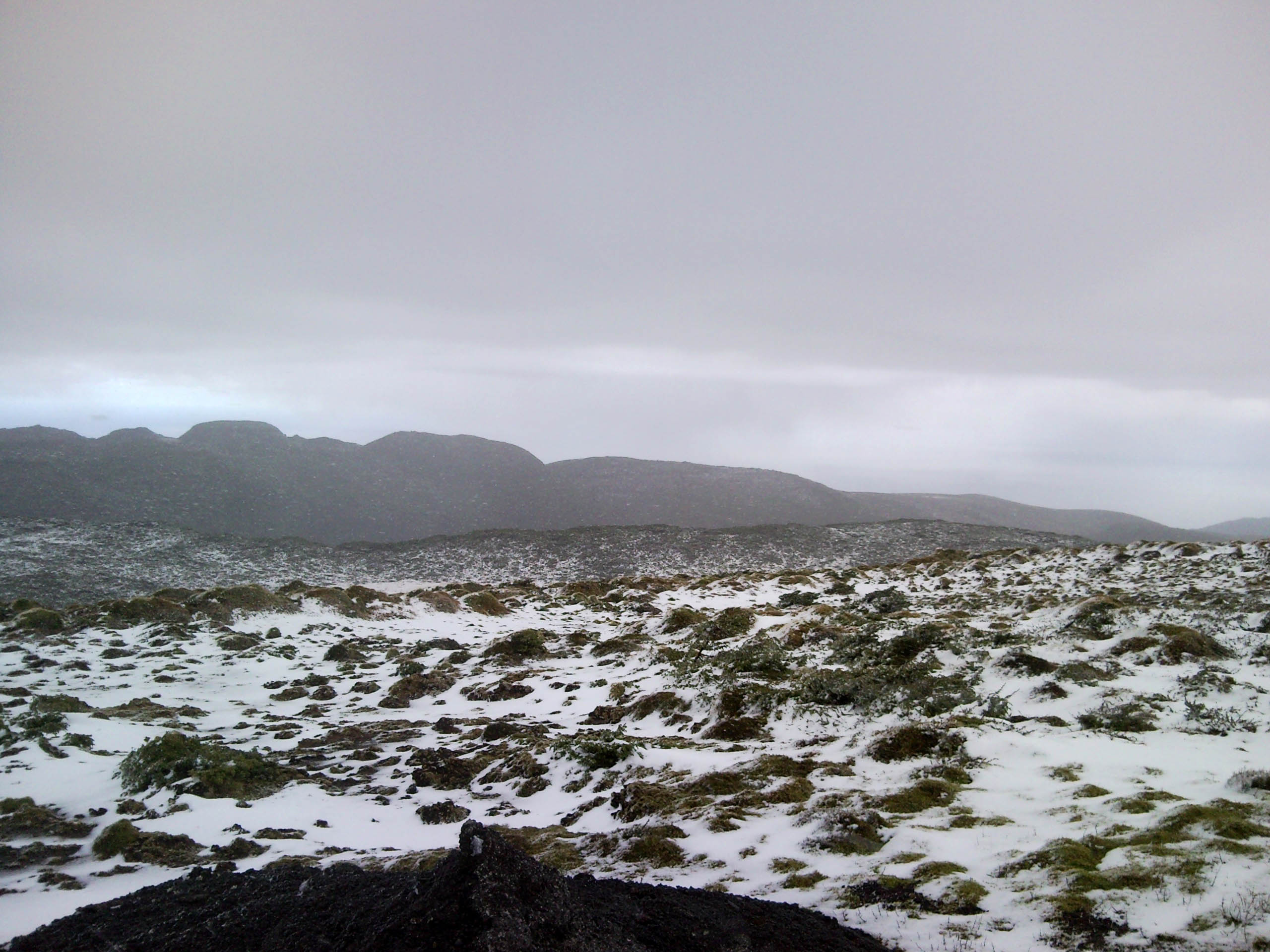
Сніг на Санта-Барбарі взимку 2010 року
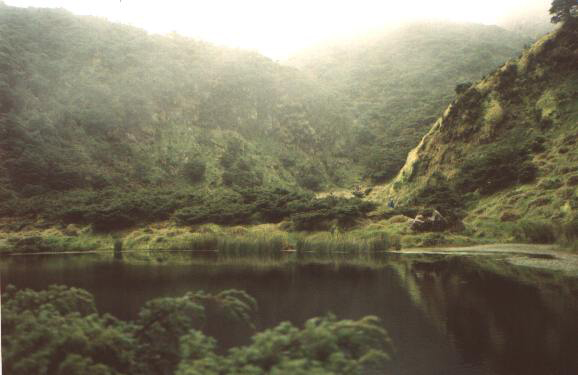
Чорна лагуна усередині кальдери
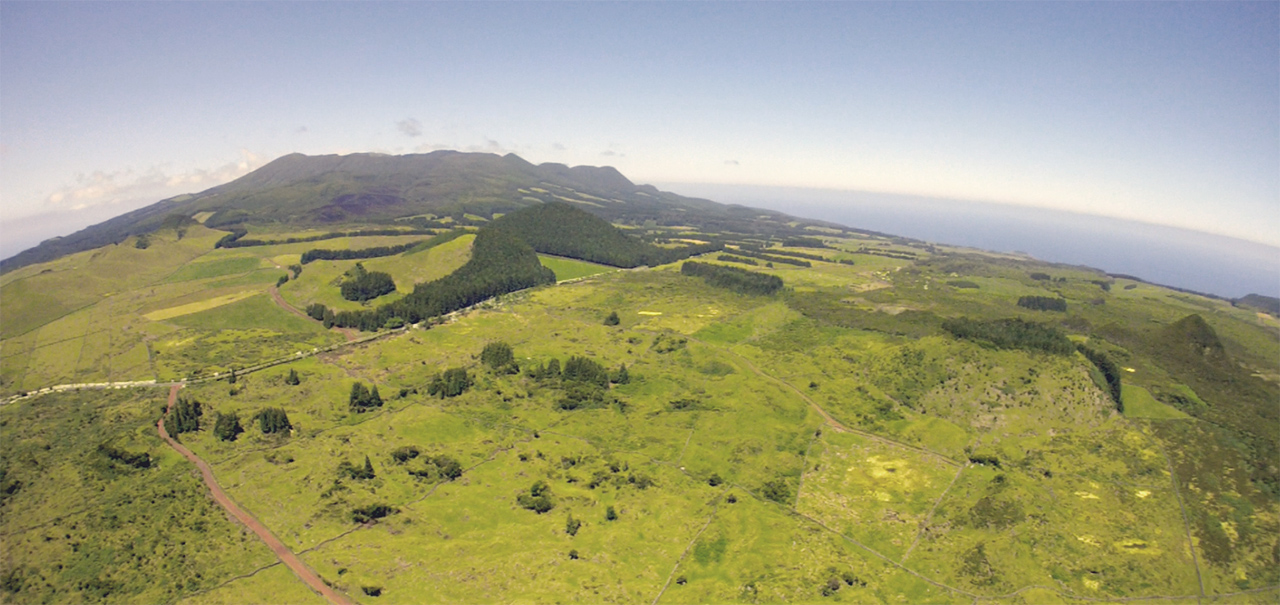
Охоронювана природна зона «Serra de Santa Bárbara е Pico Alto»